# サンニコフ島

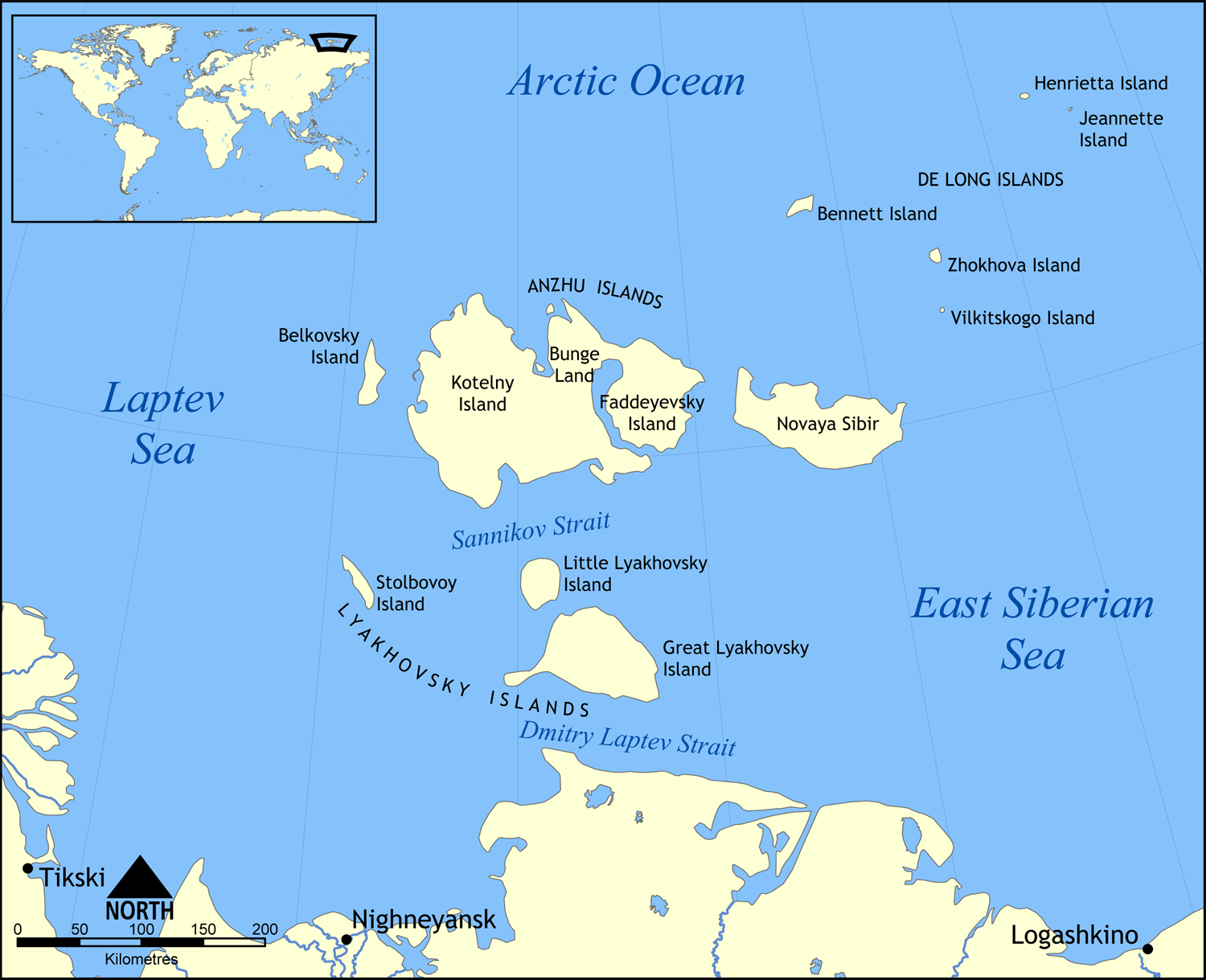
デロング諸島とノヴォシビルスク諸島。サンニコフ島はおおよそコテリヌイ島、ベネット島およびノバヤ・シビリ島を結んだ三角形の中のどこかに存在すると考えられていた。

サンニコフ島（サンニコフとう、露: Земля Санникова、英: Sannikov Land）は、北極海に存在するとされた疑存島の一つである。
この島はロシアの19世紀の幾分伝説的な伝承を根拠に、20世紀なかばまでは存在すると考えられていたが、航空機を用いた徹底的な探索でも発見されず、現代ではその存在が完全に否定されている。

## 初期の探索
19世紀初頭、ロシア帝国は、シベリアの北極海沖合でアジアとヨーロッパの最短航路になりうる「北東航路」を探すと同時に、自国周辺の島々を他国に発見・領有されることを恐れ、未発見の島々を自国領に編入すべく、盛んに探検隊を派遣していた。そうした探検隊のメンバーであったヤコフ・サンニコフ と マトヴェイ・ゲデンシュトロムは、彼らの1809年から1810年のノヴォシビルスク諸島の地図作成のための探検の途中で、この島を目撃したと主張した。サンニコフはこのコテリヌイ島の北方の「新島」を1811年に最初に報告した人物であった (このため「サンニコフ島」と呼ばれる)。サンニコフは過去に新島発見の実績を持っており、実直な人格者でもあったため、その報告は広く信用された。
1886年、ロシア軍のバルト・ドイツ人探検家であるエドゥアルト・フォン・トル(Eduard Von Toll) は、ノヴォシビルスク諸島への探検の途中で、ぼんやりとした陸影を観測したことを報告した。
1901年、フォン・トルにより実施された別の探検である「ロシア極地探検」 (The Russian Polar Expedition) において、ロシアの北極観測船（砕氷船）ザーリャは、伝説のサンニコフ島を探して、ラプテフ海を横切る進路を取ていたが、間もなくノヴォシビルスク諸島の流氷に阻まれてしまった。1902年、ザーリャが定着氷に捕まっているにもかかわらず、探検隊はデロング諸島の向こうにあると考えられたサンニコフ島の探索を続けようとした。6月5日、本隊を船に残して、フォン・トルと3人の同僚は海氷上をサンニコフ島の探索に出発した。8月初めに、ベネット島に到着し、しばらく滞在した後、10月26日、ベネット島を出発してノバヤ・シビリ島を目指して緩い氷盤 (ice floe) の上を南に向かった。10月26日までの行動はベネット島に残された手記で判明しているが、それ以降の彼らの消息の一切は不明である。

## 存在の否定と現代の仮説
その後何度か試みられた船による徹底的な探索でも結局サンニコフ島は確認することができなかった。航空機による極地観測が実用の域に達していた1944年には、後述するロシア人地理学者オーブルチェフの主導で、旧ソビエト連邦により、サンニコフ島の航空機による徹底的な探索が実行されたが、結局発見されなかった。ここに至って、サンニコフ島が存在しないということは不動の事実となった。
現代においては、数人の歴史家と地理学者が 、
サンニコフの他の成果や、その地図上の位置にある浅い砂州の存在から判断して、サンニコフ島は実際に存在したのであるが、他の多数の化石氷や永久凍土でできた島と同様に、海岸線の侵食により破壊され、海面下の砂州になってしまったという仮説を発表している。
この北極海の島の消失プロセスはノヴォシビルスク諸島の島弧で現在でも続いている。 
他の歴史家と地理学者達は、サンニコフ島はベネット島付近の北極圏で頻繁に発生する蜃気楼によるものであるとの仮説を出している 。さらに、他の学者グループはサンニコフ島は、偽史 (pseudohistory) の一形態であると見なしている。

## フィクション
ロシア人の地理学者でSF作家のウラジミール・オーブルチェフは、この島を題材に『サンニコフ島』 (1926年、邦訳『北極の秘島』) という小説を書いた。この小説の中ではサンニコフ島は、古代にシベリアの他の部族に大陸を放逐されたオンキロン (Onkilon、この名前は実際にシベリアユピック族の古名の一つである) という部族の最後の逃避地となっている。フィクション上のオンキロンは絶滅したと考えられていたが、サンニコフ島を探索していた少人数の探検隊が、結局この島に座礁し、そしてオンキロンを発見することになる。
オーブルチェフはアーサー・コナン・ドイルの 失われた世界に触発されているが、描かれた事物や出来事については、十分納得できる合理性と可能性を与えている。この島は火山により作られ、火山活動により暖められる温暖な地であることが判明する。この島にはネアンデルタール人とマンモスも棲息している。小説では最後にこの島は火山噴火で破壊される。
1973年には、 SF映画の『サンニコフ島』が旧ソビエト連邦で公開されている。
円城塔は伊藤計劃の遺作を書き継いだ長編SF小説『屍者の帝国』に於いてこの島を「フランケンシュタインの怪物」のノートが発見された場所とした。